# Unió Democràtica de Catalunya
Unió Democràtica de Catalunya (UDC) va ser un partit polític català actiu entre 1931 i 2017, d'ideologia democristiana o socialcristiana, amb Manuel Carrasco i Formiguera i Miquel Coll i Alentorn com a líders destacats. Membre fundador del Partit Popular Europeu, entre 1978 i 2015 va ser un dels dos integrants federats de Convergència i Unió (CiU), on va destacar el lideratge del seu president Josep Antoni Duran i Lleida.
Després del trencament amb Convergència, Unió no va aconseguir representació ni al Parlament ni al Congrés, ni tampoc cap eurodiputat. El març del 2017, el partit es va veure abocat a la dissolució, per ordre judicial, a causa de problemes econòmics i de manca de representació parlamentària, segons ho confirmà el seu llavors secretari general Ramon Espadaler.

## Història

### Fundació
UDC es va fundar el 7 de novembre de 1931 com a partit catalanista i democràtic d'inspiració cristiana, però no confessional, mitjançant l'aparició d'un manifest al diari El Matí signat per Josep O. Anguera, Pere Arderiu, Xavier Aragó, Pere Aragai, Esteve Farré, Josep Maria Farré, Àngel Grau, Joan Guinart, Josep M. Modolell, Àngel Morera, Jaume Morera i Millaret, Manuel Pugués, Pau Romeva i Ferrer, Joan Baptista Roca i Caball, Maurici Serrahima i Bofill, Ramon Sunyer, Manuel Thió, Ramon Trinxet, Lluís Vila i d'Abadal i Josep Vilaplana. A mitjans de l'any 1932 s'hi adheriran Manuel Carrasco i Formiguera, antic militant d'Acció Catalana, Miquel Coll i Alentorn, Josep Maria Trias i Peitx, Fèlix Duran i Cañameres i altres.
La major part dels seus membres fundadors procedien del tradicionalisme, del qual havien sortit perquè no permetia la propaganda a favor de l'Estatut d'Autonomia de Catalunya, o d'Acció Catalana Republicana, quan va aprovar els articles de la constitució de la Segona República Espanyola considerats lesius per a la llibertat religiosa; d'altres procedien de la Lliga Regionalista, i fins i tot d'Esquerra Republicana de Catalunya, o no havien militat en cap organització política. Tingué un diputat a les corts constituents, Manuel Carrasco i Formiguera, i un altre al Parlament de Catalunya, Pau Romeva i Ferrer. Mantenia connexions amb el sindicat Unió de Treballadors Cristians de Catalunya (UTCC)

### República i la Guerra Civil
Al Parlament de Catalunya votaren a favor de la Llei de Contractes de Conreu, però no donaren suport als fets del sis d'octubre de 1934. Durant la Guerra Civil espanyola es trobà en una difícil situació, i si bé fou fidel a la Generalitat de Catalunya i a la Segona República Espanyola, es va oposar fermament a les polítiques que feien. Això va provocar que, per una banda, Manuel Carrasco i Formiguera fos afusellat a Burgos per les autoritats franquistes, i per altra, Francesc de Paula Badia i Tobella i Rafael Morató i Sanesteva i d'altres afiliats foren assassinats a Catalunya per exaltats anarquistes. Va treballar activament en la salvació de gent perseguida injustament (especialment sacerdots), gràcies als contactes personals de Lluís Vila i d'Abadal amb el cardenal Vidal i Barraquer. En col·laboració amb el ministre nacionalista basc Manuel de Irujo Ollo treballà per la normalització de les relacions entre el govern de la República i la Santa Seu.

### Franquisme
En acabar-se la Guerra civil espanyola, la major part dels dirigents s'exiliaren. Des del 1941 els que s'hi quedaren i alguns que tornaren intentaren reconstruir el partit en la clandestinitat, com Miquel Coll i Alentorn i Joan Baptista Roca i Caball. Es centrà en la lluita en defensa de la cultura catalana, organitzà cursos de llengua i història catalanes, i formà part de tots els organismes de coordinació de l'oposició clandestina que es formaren el 1944, com el Consell Nacional de la Democràcia Catalana. Maurici Serrahima ajudà a fugir evadits de França a Portugal. El 1945 va integrar membres del Front Universitari de Catalunya com Josep Benet. El 1957 ajudà a la formació de la Federació Nacional d'Estudiants de Catalunya (FNEC) i de la Solidaritat d'Obrers Cristians de Catalunya (SOCC). En els anys seixanta col·laboraren amb membres de Crist Catalunya i amb Jordi Pujol i Soley en els fets del Palau de la Música o en el boicot a La Vanguardia.
A nivell exterior va multiplicar les seves accions. Coordinà també amb altres partits democràtics espanyols d'inspiració cristiana, i el 1965 va formar amb ells l'anomenat Equip Demòcrata Cristià Espanyol. Amb aquest Equip s'integrà a la Unió Europea Democratacristiana i a la Internacional Demòcratacristiana, dins les quals ha ocupat càrrecs importants. Ajudà a la fundació de la Unió Democràtica del País Valencià el 1965, i de la Unió Democràtica de les Illes Balears el 1974, i participà en l'Assemblea de Catalunya i altres instàncies democràtiques per a superar el franquisme.

### Transició democràtica
A les eleccions generals espanyoles de 1977 es va presentar en la coalició Unió del Centre i la Democràcia Cristiana de Catalunya amb el Centre Català, però només va obtenir dos diputats. El 1978, el diputat i cap visible del partit, Anton Cañellas i Balcells l'abandonà juntament amb uns 300 militants per a crear Centristes de Catalunya-UCD. El 1979 va decidir formar amb CDC la coalició Convergència i Unió, amb la qual s'ha presentat a totes les eleccions generals espanyoles i a les eleccions al Parlament de Catalunya.
Miquel Coll i Alentorn ha estat president del Parlament de Catalunya entre 1984 i 1988, com ho han estat els membres del partit Joaquim Xicoy i Bassegoda entre 1988 i 1995, Joan Rigol i Roig entre 1999 i 2003 i des de 2010 Núria de Gispert i Català.

### Trencament de la federació amb Convergència Democràtica de Catalunya
Després d'algunes desavinences i moments tensos entre els dirigents dels dos partits que formaven la federació, principalment per les eleccions del 27 de setembre de 2015 i quin havia de ser el full de ruta pel que fa a la independència, el moment més tens va arribar després dels resultats del referèndum que va celebrar Unió Democràtica el 14 de juny de 2015, en què va aprovar el seu propi full de ruta -que no incloïa la independència- amb un 50,5% dels vots, motiu pel qual CDC va donar un ultimàtum de tres dies als democratacristians perquè decidissin si seguien el full de ruta pactat entre els convergents, ERC i el President de la Generalitat. Unió va respondre a Convergència el 17 de juny amb la sortida dels tres Consellers d'Unió (Joana Ortega, Ramon Espadaler i Josep Maria Pelegrí) del Govern. Pel que fa als càrrecs de segon nivell, els membres del sector independentista van negar-se a abandonar el seu lloc dins el govern i van acusar la direcció democratacristiana de fer xantatge al President La crisi va acabar provocant el trencament de la federació amb Convergència Democràtica de Catalunya.

### Pèrdua de representació al Parlament i al Congrés

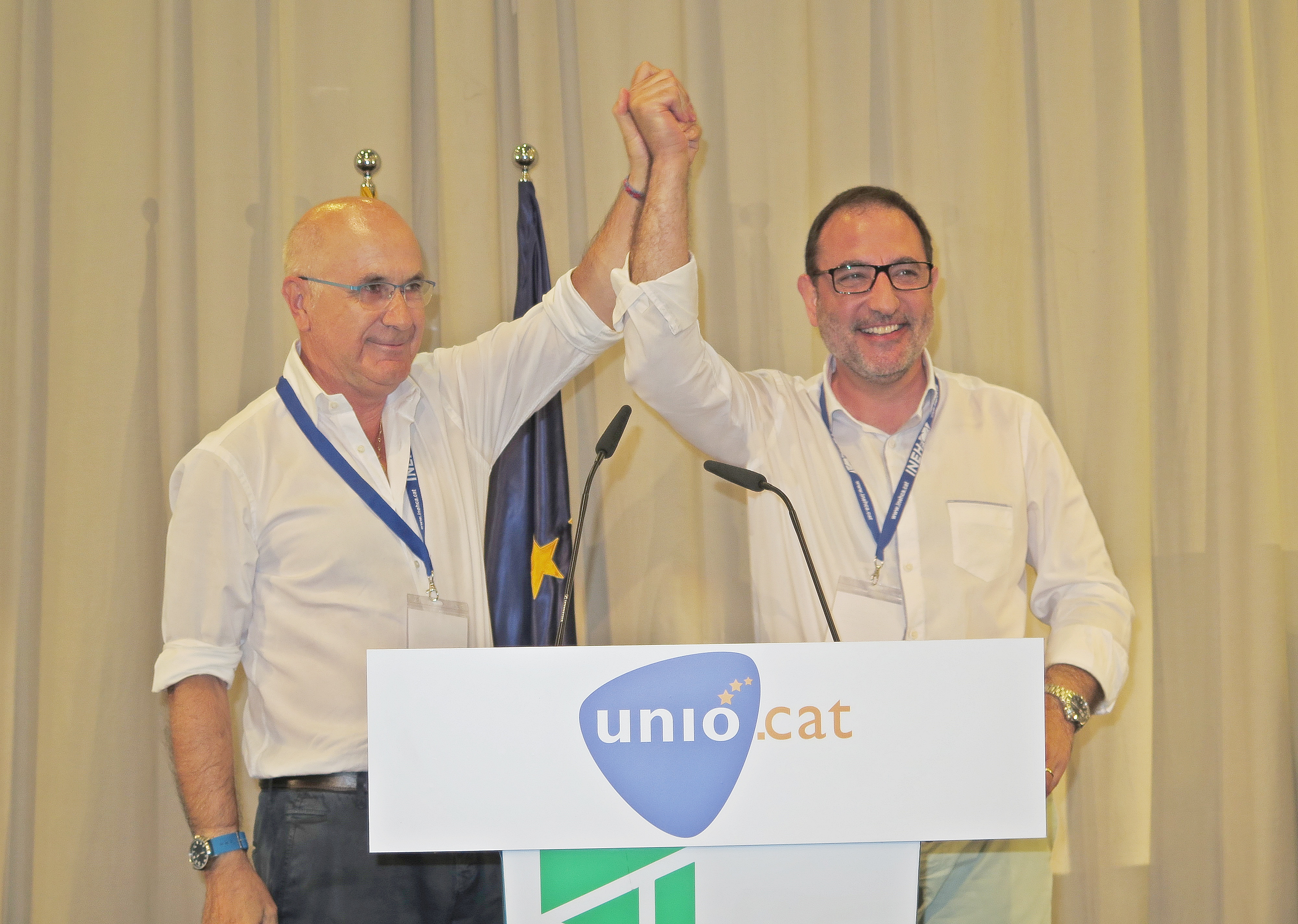
Josep A. Duran i Lleida i Ramon Espadaler a la convenció programàtica estratègica d'Unió, el 19 de juliol de 2015 a Caldes de Malavella

Després del trencament de la federació i amb la fi del suport al govern català, Ramon Espadaler va declarar que Unió es presentaria en solitari a les eleccions anticipades del 27 de setembre a la cambra catalana del mateix any, amb la intenció de quedar-se amb el "vot moderat" del que havia estat CiU. El partit apostava per la independència amb el diàleg corresponent, en el marc d'una estricta legalitat espanyola.
Per contra, però, poc abans que es proclamés un candidat a la llista per a les eleccions, diverses delegacions territorials van proclamar les seves dissolucions, per motius de divergències entre la direcció i les agrupacions, sobretot pel que feia al procés independentista català. Aquestes delegacions van ser, per aquest ordre: Terres de l'Ebre, Barcelona-ciutat, Vallès Occidental, Berguedà, Vallès Oriental, Garraf, Ripollès i l'Anoia, on la direcció del partit va establir-hi unes gestores per evitar un desgovern.
Tot i aquests fets, el President del Consell Nacional assegurava que mentre això no afectava Unió, el partit seguia creixent cada dia més, en entrevistes a 8TV i a TV3. Al mateix temps, les cares més conegudes que havien format part del partit (Núria de Gispert, Joan Rigol i Antoni Castellà, entre altres) van ser expulsats d'Unió per les mateixes desavinences o van presentar la dimissió al partit, i van constituir-se en un nou partit anomenat Demòcrates de Catalunya. Dels 16 diputats que el partit tenia en el si de la federació CiU abans d'aquest trencament, 6 diputats van abandonar o van ser expulsats del partit. Per tant, Unió va acabar la Desena Legislatura amb 10 diputats. El 17 de juliol de 2015 el partit va presentar una nova imatge del partit de cara les properes eleccions al Parlament de Catalunya.
Van començar la campanya electoral amb totes les enquestes en contra. Segons el mateix partit, l'objectiu és tenir grup parlamentari propi al Parlament, i per això a principis de setembre de 2015 es va presentar la plataforma Catalans pel Seny. Unió va centrar la seva campanya apel·lant al seny de la tercera via. La seva proposta pel que fa al sobiranisme és aconseguir una disposició addicional a la Constitució Espanyola que reconegui la realitat nacional catalana.
Amb poc més de 100.000 vots, Unió va quedar finalment sense representació al Parlament de Catalunya. Tot i això, en una compareixença pública, els seus portaveus van anunciar que es presentarien a les Eleccions generals espanyoles de 2015, en què Unió tampoc va obtenir representació i va perdre més de la meitat dels vots obtinguts el 27 de setembre. Va obtenir 64.513 vots i es va convertir en una força extraparlamentària. S'acabà així la carrera de més de 30 anys de Duran i Lleida al Congrés. El desembre de 2015, el partit només tenia un eurodiputat (Francesc Gambús) i un centenar de càrrecs locals.

### Concurs de creditors

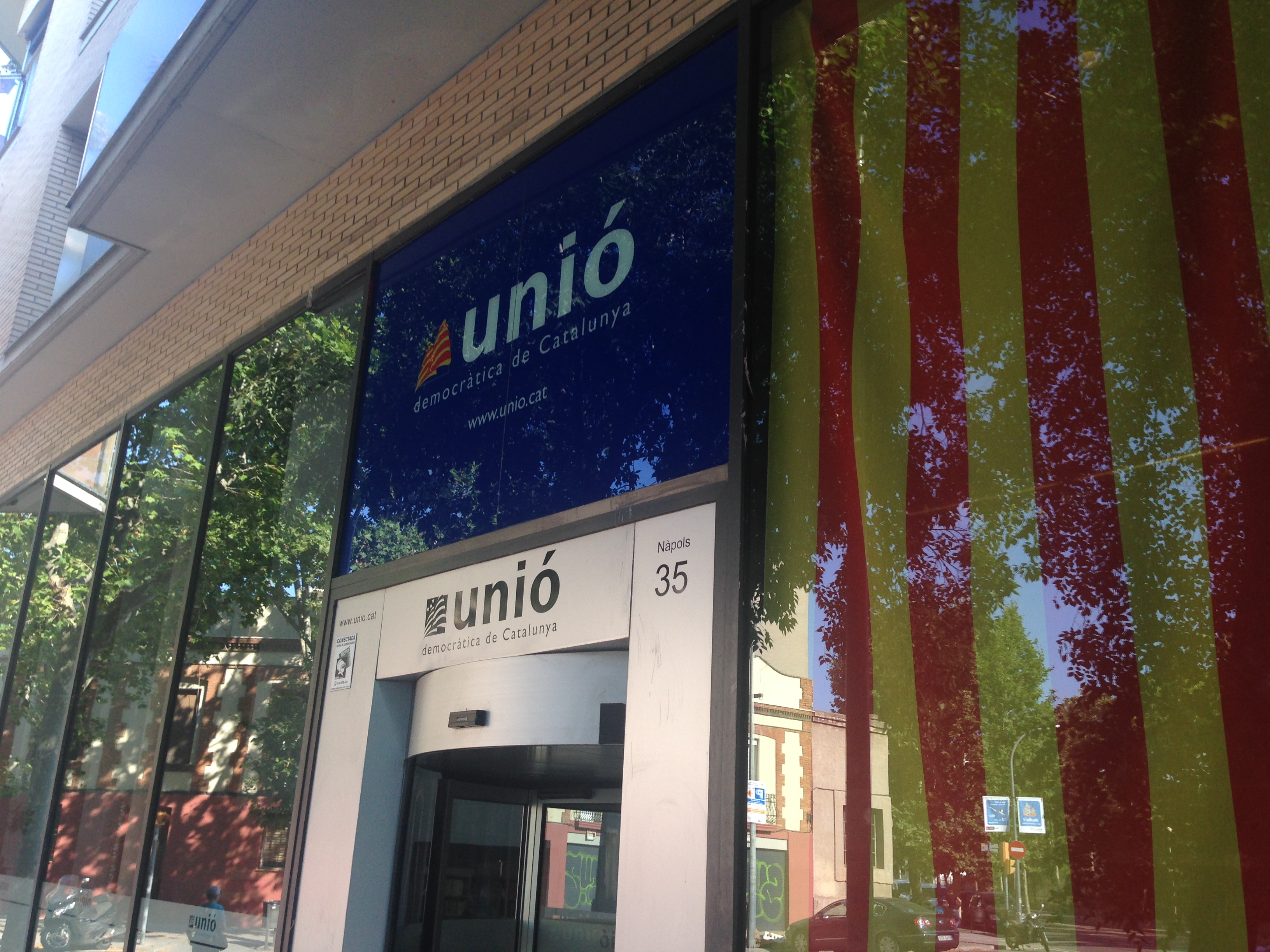
Seu d'Unió Democràtica, a Barcelona

El març de 2016 el partit va anunciar un preconcurs de creditors per fer front a un deute de 19 milions d'euros. Van posar a la venda diverses de les seves seus. Uns mesos després, el 13 de setembre de 2016 el partit va acollir-se formalment a un concurs de creditors, després d'intentar sense èxit que La Caixa i altres 70 creditors els condonessin parcialment el deute. Es va fer públic que la xifra total del deute ascendia a 22.498.520 euros, amb uns actius de només 5.866.023 i 16 empleats. El jutge va determinar que l'empresa Deloitte fos l'encarregada d'administrar el concurs. Posteriorment el partit es va desvincular formalment de la Fundació Institut d'Estudis Humanístics Miquel Coll i Alentorn amb l'objectiu de salvar-la del concurs de creditors.

### Liquidació
Un cop el concurs de creditors va finalitzar sense èxit, es va concloure la impossibilitat d'un pla de viabilitat, fet que va obligar a decretar la liquidació pel mateix jutge, el 24 de març de 2017. Aquest procés implica el cessament de tota activitat i fer efectiva la dissolució de l'organisme. El mateix dia, Ramon Espadaler, fins al moment secretari general, va enviar un comunicat al seus militants informant dels fets.

### Partits resultants
A més de l'escissió de Demòcrates de Catalunya, patida l'any 2015, la liquidació d'UDC ha generat la creació d'Units per Avançar, partit liderat per Ramon Espadaler (ex secretari general d'UDC) i Albert Batlle. També hi ha altres formacions que tenen relació amb l'espai polític de l'antiga UDC, com és el cas de Lliures, liderat per l'exconvergent Antoni Fenrández Teixidó i l'exunió Roger Montañola, o la formació Lliga Democràtica, en la qual han participat exunió com Eva Parera.

## Corrupció
El 8 de gener de 2013 el partit va admetre haver-se finançat irregularment durant els anys 90 a través de subvencions per a la formació d'aturats, tal com van reconèixer els seus dirigents durant el procés judicial d'un dels diversos casos de corrupció del partit (entre els quals destaquen el Cas Turisme i el Cas Treball). L'anomenat cas Pallerols es va tancar amb un acord entre la Fiscalia, l'Advocacia de l'Estat i de la Generalitat i les defenses dels sis acusats. El pacte va implicar una important rebaixa de les penes de presó, i cap dels culpables arribaria a entrar a presó. Unió va haver de retornar 338.483 euros dels fons sostrets. L'endemà ERC, ICV-EUiA, PP,C's i la CUP van demanar la dimissió de Josep Antoni Duran i Lleida per l'acord signat.
El març de 2014 el jutjat número 21 de Barcelona va acusar Unió de desviar 178.000 euros des de la Fundació Catalunya i Territori.

## Organigrama corresponent a la darrera etapa
- President del Comitè de Govern: Josep Antoni Duran i Lleida (1987-2016).
- Secretari general: Josep Maria Pelegrí i Aixut (fins al 2014), Ramon Espadaler i Parcerisas (2014-2017).
- President del Consell Nacional: Miquel Coll i Alentorn (1963-1988), Joan Rigol i Roig (1988-1990), Ramon Espadaler i Parcerisas (?-2014), Josep Maria Pelegrí i Aixut (2014-2017).

## Presidents
- 1963-1988: Miquel Coll i Alentorn
- 1988-1990: Joan Rigol
- 1990-2016: Josep Antoni Duran

## Resultats electorals

### Congrés dels diputats
| Comicis | Cap de llista               | # de vots | % de vots | Escons  | +/– | Notes                                                              |
| ------- | --------------------------- | --------- | --------- | ------- | --- | ------------------------------------------------------------------ |
| 1977    | Antón Cañellas              | 172.791   | 5,67%     | 1 / 350 | -   | Com part d'Unió del Centre i la Democràcia Cristiana de Catalunya. |
| 1979    | Jordi Pujol                 | N/D       | N/D       | 1 / 350 | =   | Formant part de Convergència i Unió.                               |
| 1982    | Miquel Roca                 | N/D       | N/D       | 3 / 350 | 2   | Formant part de Convergència i Unió.                               |
| 1986    | Miquel Roca                 | N/D       | N/D       | 5 / 350 | 2   | Formant part de Convergència i Unió.                               |
| 1989    | Miquel Roca                 | N/D       | N/D       | 5 / 350 | =   | Formant part de Convergència i Unió.                               |
| 1993    | Miquel Roca                 | N/D       | N/D       | 5 / 350 | =   | Formant part de Convergència i Unió.                               |
| 1996    | Joaquim Molins              | N/D       | N/D       | 5 / 350 | =   | Formant part de Convergència i Unió.                               |
| 2000    | Xavier Trias                | N/D       | N/D       | 5 / 350 | =   | Formant part de Convergència i Unió.                               |
| 2004    | Josep Antoni Duran i Lleida | N/D       | N/D       | 4 / 350 | 1   | Formant part de Convergència i Unió.                               |
| 2008    | Josep Antoni Duran i Lleida | N/D       | N/D       | 4 / 350 | =   | Formant part de Convergència i Unió.                               |
| 2011    | Josep Antoni Duran i Lleida | N/D       | N/D       | 6 / 350 | 2   | Formant part de Convergència i Unió.                               |
| 2015    | Josep Antoni Duran i Lleida | 65.388    | 1,73%     | 0 / 350 | 6   | En solitari.                                                       |

### Parlament de Catalunya
| Comicis                                                              | Cap de llista   | # de vots | % de vots | Escons   | +/– | Notes                                  |
| -------------------------------------------------------------------- | --------------- | --------- | --------- | -------- | --- | -------------------------------------- |
| 1932                                                                 | Pau Romeva      | N/D       | N/D       | 1 / 85   | -   | En coalició amb la Lliga Regionalista. |
|                                                                      |                 |           |           |          |     |                                        |
| 1980                                                                 | Jordi Pujol     | N/D       | N/D       | 8 / 135  | -   | Dins de Convergència i Unió (CiU).     |
| 1984                                                                 | Jordi Pujol     | N/D       | N/D       | 16 / 135 | 8   | Dins de Convergència i Unió (CiU).     |
| 1988                                                                 | Jordi Pujol     | N/D       | N/D       | 15 / 135 | 1   | Dins de Convergència i Unió (CiU).     |
| 1992                                                                 | Jordi Pujol     | N/D       | N/D       | 16 / 135 | 1   | Dins de Convergència i Unió (CiU).     |
| 1995                                                                 | Jordi Pujol     | N/D       | N/D       | 14 / 135 | 2   | Dins de Convergència i Unió (CiU).     |
| 1999                                                                 | Jordi Pujol     | N/D       | N/D       | 13 / 135 | 1   | Dins de Convergència i Unió (CiU).     |
| 2003                                                                 | Artur Mas       | N/D       | N/D       | 13 / 135 | =   | Dins de Convergència i Unió (CiU).     |
| 2006                                                                 | Artur Mas       | N/D       | N/D       | 14 / 135 | 1   | Dins de Convergència i Unió (CiU).     |
| 2010                                                                 | Artur Masa      | N/D       | N/D       | 17 / 135 | 3   | Dins de Convergència i Unió (CiU).     |
| 2012                                                                 | Artur Masa      | N/D       | N/D       | 13 / 135 | 4   | Dins de Convergència i Unió (CiU).     |
| 2015                                                                 | Ramon Espadaler | 103 293   | 2,51%     | 0 / 135  | 13  | En solitari.                           |
| a Artur Mas era cap de llista de CiU, però Joana Ortega ho era d'UDC |                 |           |           |          |     |                                        |

## Unió de Joves
Unió de Joves fou la branca juvenil d'Unió Democràtica de Catalunya. La reunió fundacional de les joventuts d'Unió es va produir el 29 de gener de 1932. Lluità per la recuperació dels drets nacionals de Catalunya, en un Estat propi dins la Unió Europea, i treballà per una societat bastida amb els valors humanistes, essent més lliure, justa i solidària. La Unió de Joves juntament amb la Joventut Nacionalista de Catalunya formaven les joventuts de Convergència i Unió fins que la coalició es va dissoldre. En el 16è Congrés Nacional, celebrat el 18 i 19 d'octubre de 2014, va ser elegit president Oriol Gil, en substitució d'Iban Rabasa, i secretari general Borja Cerdà, en substitució de Roger Montañola.

## Arxiu històric Ferran Camps
El 12 de novembre de 2018 l'Arxiu Nacional de Catalunya va ingressar la documentació històrica i moderna d'Unió Democràtica de Catalunya, des del 1931 fins a la seva liquidació. Amb la voluntat de preservar el seu fons documental, un patrimoni rellevant per al coneixement de la història política de Catalunya al llarg del segle xx, a iniciativa de l'Arxiu Nacional, el Departament de Cultura de la Generalitat de Catalunya, per resolució del conseller Santi Vila de 5 de juliol de 2017 va incloure l'anomenat Arxiu Històric Ferran Camps (UDC) en el Catàleg del Patrimoni Cultural Català. S'aconseguí per aquesta via oferir, tan aviat com fou possible, protecció legal a l'arxiu històric de la formació política, immersa en procediment concursal de fallida.
El Jutjat Mercantil número 4 de Barcelona, en iniciar el setembre de 2016 el procediment de concurs ordinari, va assignar l'administració concursal d'Unió Democràtica de Catalunya (en Liquidació) a la firma d'advocats Deloitte Abogados, S.L.P. L'esmentat administrador concursal va certificar a mitjans de 2018 que, una vegada exhaurida la fase judicial de presentació d'ofertes per a l'adquisició del patrimoni del partit, no existia cap oferta per a l'adquisició de l'arxiu. El Departament de Cultura va presentar una oferta econòmica simbòlica amb l'objectiu d'aconseguir, de la manera més ràpida possible, l'ingrés d'aquest fons documental.
El fons documental d'Unió Democràtica de Catalunya ocupa un volum de més de 200 metres, instal·lats en 408 caixes, 10 mobles arxivadors i un paquet de grans dimensions que conté la bandera històrica del partit. Es tracta de documentació textual, cartells, fotografies, material de difusió i objectes, àudio i vídeo, documentació electrònica, hemeroteca (fins a 69 capçaleres d'edició pròpia), biblioteca i fitxer temàtic.
D'una banda, aplega l'Arxiu Històric Ferran Camps (UDC) inclòs el 2017 en el Catàleg del Patrimoni Documental Català (190 caixes i 76 metres de documentació, aproximadament), identificat, organitzat i succintament descrit a iniciativa del propi partit, entre 2013 i 2016, tot just abans del cessament de les seves activitats. L'arxiu del partit experimentà els mateixos avatars de repressió i exili del partit. Amb la transició política i la legalització del partit el 1977, Unió emplaçà la seva seu al carrer València de Barcelona i després la traslladà a la Travessera de Gràcia el 1997. A partir d'aquell moment, Ferran Camps (1945-2002), polític i periodista, afiliat des del 1963, inicià el procés d'organització de l'arxiu, amb l'objectiu de recuperar-ne el patrimoni històric i documental; l'arxiu començà a funcionar com a servei intern i s'obrí a la consulta amb finalitats de recerca. En 2007 es produí el trasllat definitiu de l'arxiu a la darrera seu del partit al carrer Nàpols de Barcelona, des d'on ha ingressat ara a l'Arxiu Nacional.
L'Arxiu Històric Ferran Camps (UDC) inclou la documentació més antiga i pròpia d'Unió (òrgans directius, delegacions territorials, comissions sectorials, Unió de Treballadors, Unió de Dones, Unió de Joves, Unió de la Gent Gran i Unió de Famílies); de la coalició/federació Convergència i Unió (1979-2015) (documentació electoral, d'enllaç entre ambdues formacions i de la tasca política a les institucions locals, nacionals, espanyoles i europees), de vint-i-quatre subfons corresponents a documentació procedent de militants veterans, d'entre els quals destaquen pel seu volum els de Carme Illa, Ignasi Farreres, Joan A. Codina, Ferran Camps, Jaume Jané i Miquel Coll i Alentorn; finalment, aquesta part del fons aplega documentació procedent de l'Institut de Cultura Política (ICP) (1977-1979) i la Fundació Doctor Lluís M. Vila d'Abadal (1984-1996).
L'Arxiu Nacional inclou també un segon bloc de documentació que no forma part de l'Arxiu Històric Ferran Camps i pertany a l'organització i l'activitat del partit en els darrers anys de la seva existència. Ocupa 218 caixes i més 87 metres. Conté documentació de la presidència i la secretaria d'organització, el Comitè de Govern, el Consell Nacional, els congressos ordinaris i extraordinaris, la Unió de Joves, la Unió de Treballadors, les Intercomarcals de Barcelona-Ciutat i Barcelona-Comarques, la gestió econòmica, les campanyes electorals i un gran volum de documentació corresponent a expedients de simpatitzants i militants.
Amb l'arxiu s'han preservat també dues peces emblemàtiques de la història del partit: la gran senyera de seda amb el primer logotip quadrat d'Unió brodat amb fils de seda, a manera d'estendard, que romangué a l'exili fins a la celebració del 5è Congrés Nacional (1978) i la talla de fusta de Sant Jordi que era en els despatxos de presidència del parit des dels primers anys de la República.